# Blepharita dubiosa
Blepharita dubiosa là một loài bướm đêm trong họ Noctuidae.